# C26H26N2O2
C26H26N2O2，摩尔质量 398.506 g/mol，可以指：
- JWH-193 CAS号：133438-58-1
- 6-甲基-JWH-200 CAS号：？

|  | 这个同类索引页列出了具有相同分子式的化学物（即同分異構體）条目。 除非您是有意链接至本页，否则应将相应条目的内部链接指向正确的条目。 |